# Kalvtjärnen (Särna socken, Dalarna, 682767-134816)
Kalvtjärnen är en sjö i Älvdalens kommun i Dalarna och ingår i Dalälvens huvudavrinningsområde.